# Occhiello (giornalismo)

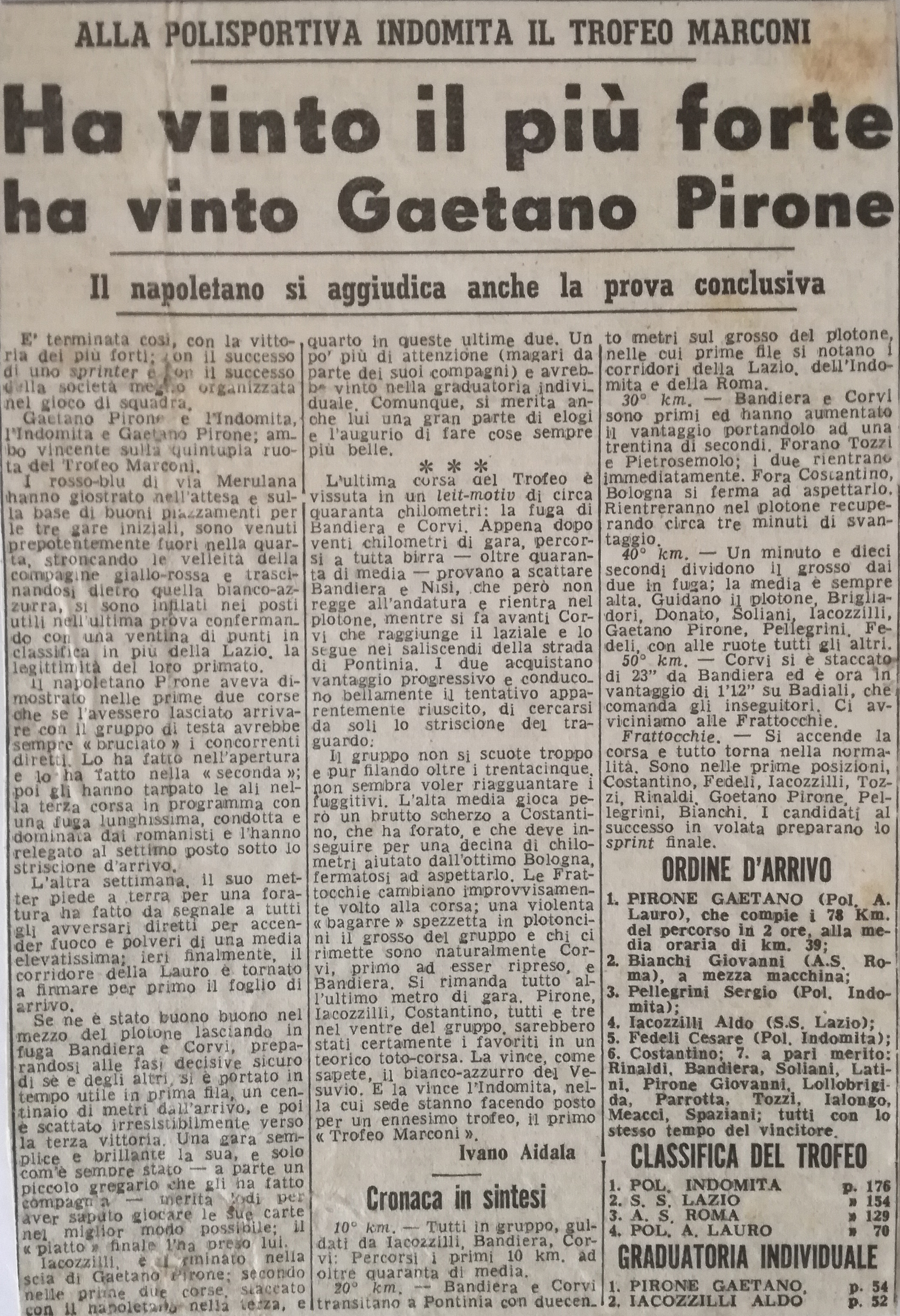
La prima riga in alto, Alla Polisportiva Indomita il Trofeo Marconi, è l'occhiello

L'occhiello, detto anche sopratitolo o soprattitolo, è una frase opzionale di lunghezza non superiore a due righe, posta al di sopra del titolo di un articolo di giornale o rivista.
Il carattere tipografico utilizzato ha un corpo inferiore a quello del titolo. L'occhiello generalmente fornisce una breve introduzione alla notizia, il titolo la espone, il catenaccio chiarisce e aggiunge qualche dettaglio. A questi tre elementi tipici, ma non fissi (solo il titolo è invariabilmente presente), può aggiungersi, sotto il catenaccio o sparso nel testo, il sommario. Scritto in maiuscolo, in grassetto o con caratteri di corpo superiori in maggior evidenza rispetto all'occhiello, della lunghezza solitamente di uno o due righe, il sommario ha lo scopo di evidenziare un elemento curioso contenuto nell'articolo.
Occhiello, titolo, catenaccio e sommario compongono la struttura grafica della titolazione di un articolo.